# Association sportive de la forêt sacrée
L'Association sportive de la forêt sacrée ou ASFOSA est un club de football togolais basé à Lomé.

## Histoire
L'ASFOSA est vice-championne du Togo en 1982 et en 1983 puis perd la finale de la Coupe du Togo aux tirs au but en 1984 contre l'OC Agaza. Le club est ensuite sacré champion du Togo deux fois consécutivement, en 1985 et en 1986.
Sur le plan continental, l'ASFOSA participe à la Coupe de l'UFOA 1980, où elle est éliminée en demi-finales par les Nigérians du Sharks FC, à la Coupe de l'UFOA 1981, où elle est éliminée au premier tour par les Nigérians de Water Corporation et à la Coupe de l'UFOA 1983, où elle est éliminée au deuxième tour contre les Nigérians du New Nigeria Bank FC. L'ASFOSA, après s'être imposé au premier tour contre les Centrafricains du SCAF Tocages, est éliminé au deuxième tour de la Coupe d'Afrique des vainqueurs de coupe de football 1985 contre les Ghanéens de l'Asante Kotoko SC.
Le club est éliminé au premier tour de la Coupe des clubs champions africains 1986 par les Nigérians du New Nigeria Bank FC et de la Coupe des clubs champions africains 1987 par les Ivoiriens d'Africa Sports.
En 2021, l'ASFOSA est reconnue coupable de corruption par la Fédération togolaise de football sur le match de barrage de maintien en deuxième division contre le Gbikinti de Bassar remporté 3-0 le 17 juillet et se voit reléguer en troisième division.

## Palmarès
- Championnat du Togo
  - Champion : 1985 et 1986
  - Vice-champion : 1982 et 1983

- Coupe du Togo
  - Finaliste : 1984

## Voir Aussi
- Association sportive des chauffeurs de la Kozah
- Association sportive de l'Office togolais des recettes